# Escuma contra incendis

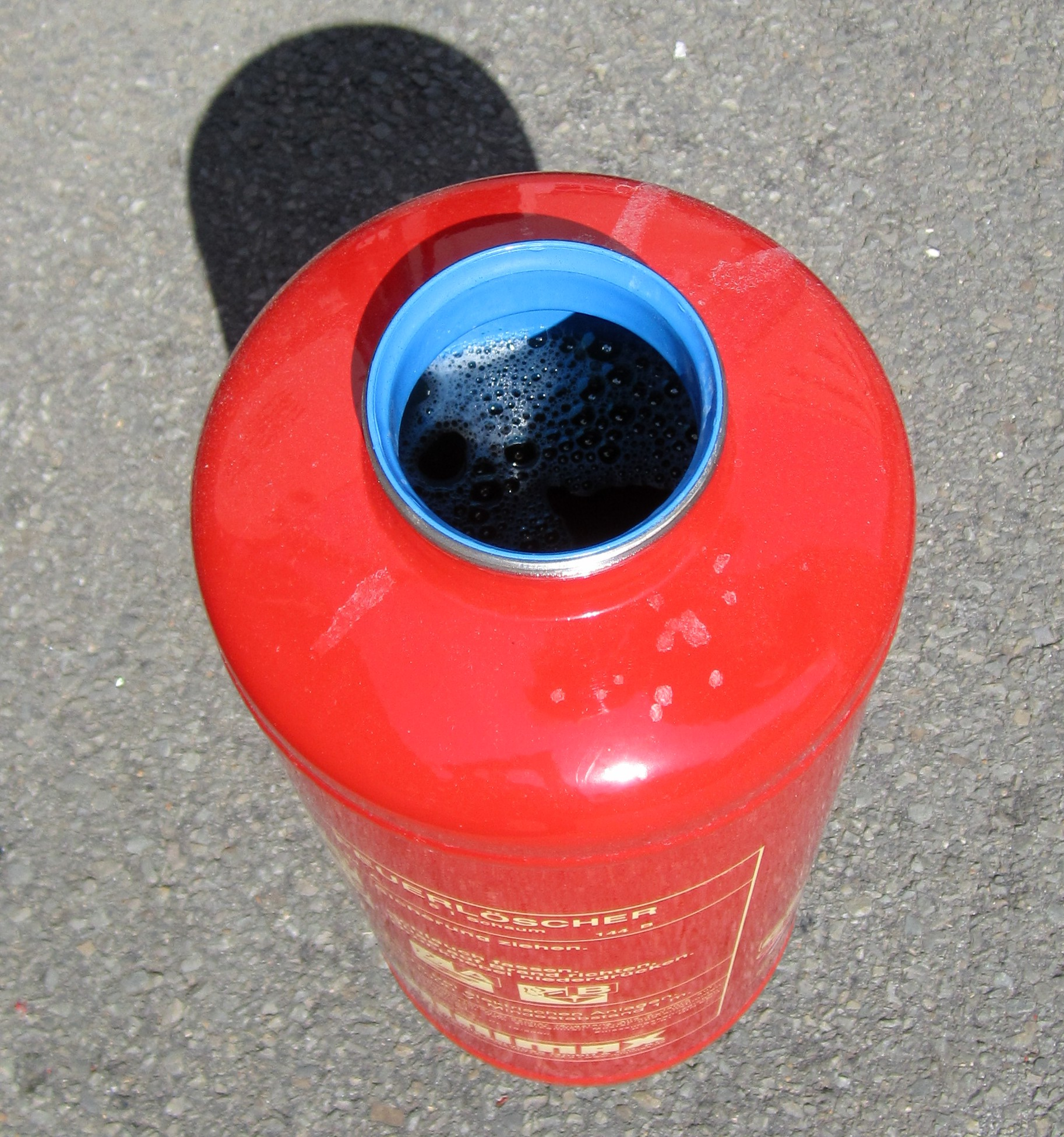
Extintor d'escuma amb la part superior enretirada que permet veure l'escumant

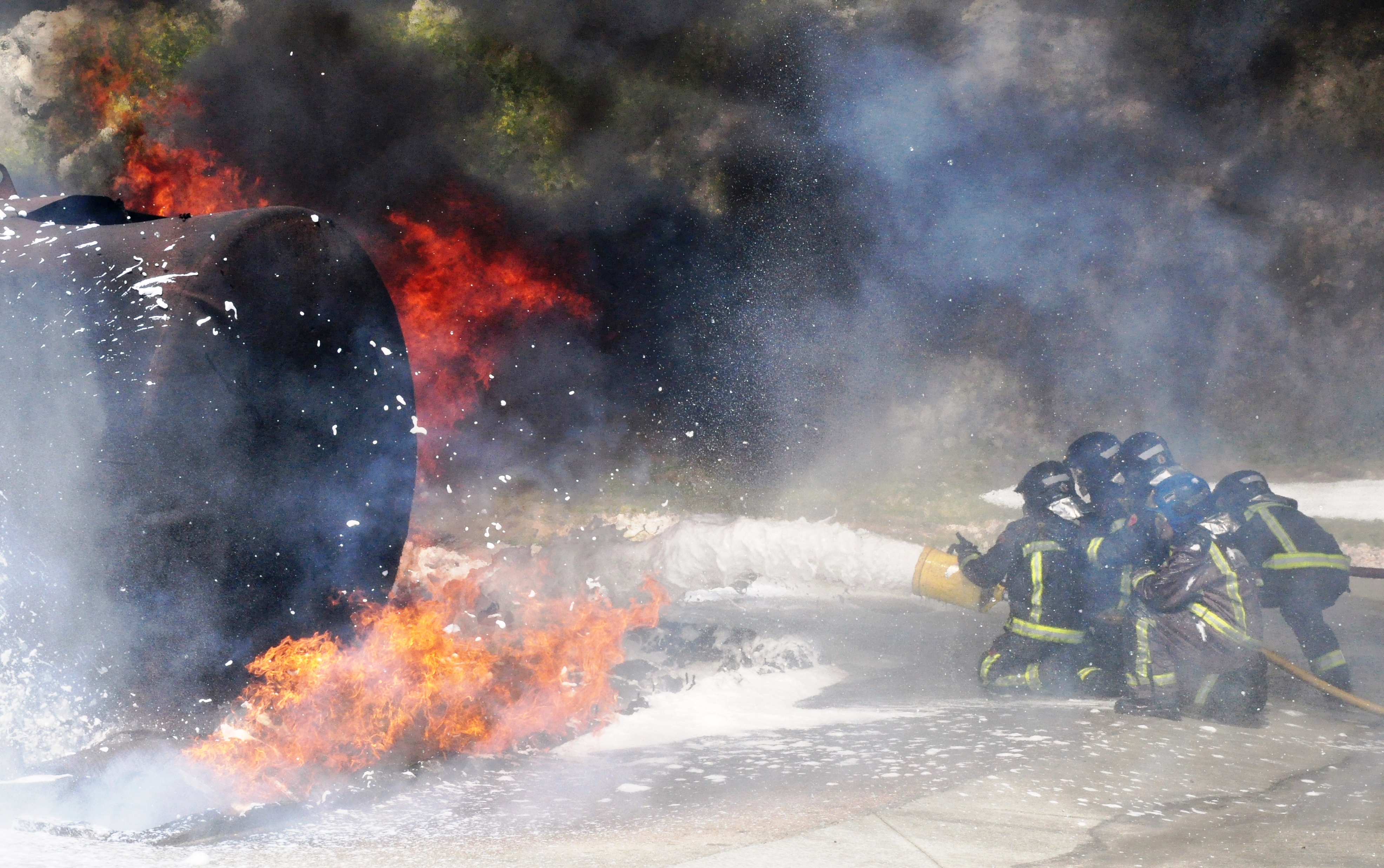
Pràctiques amb escuma de mitjana expansió

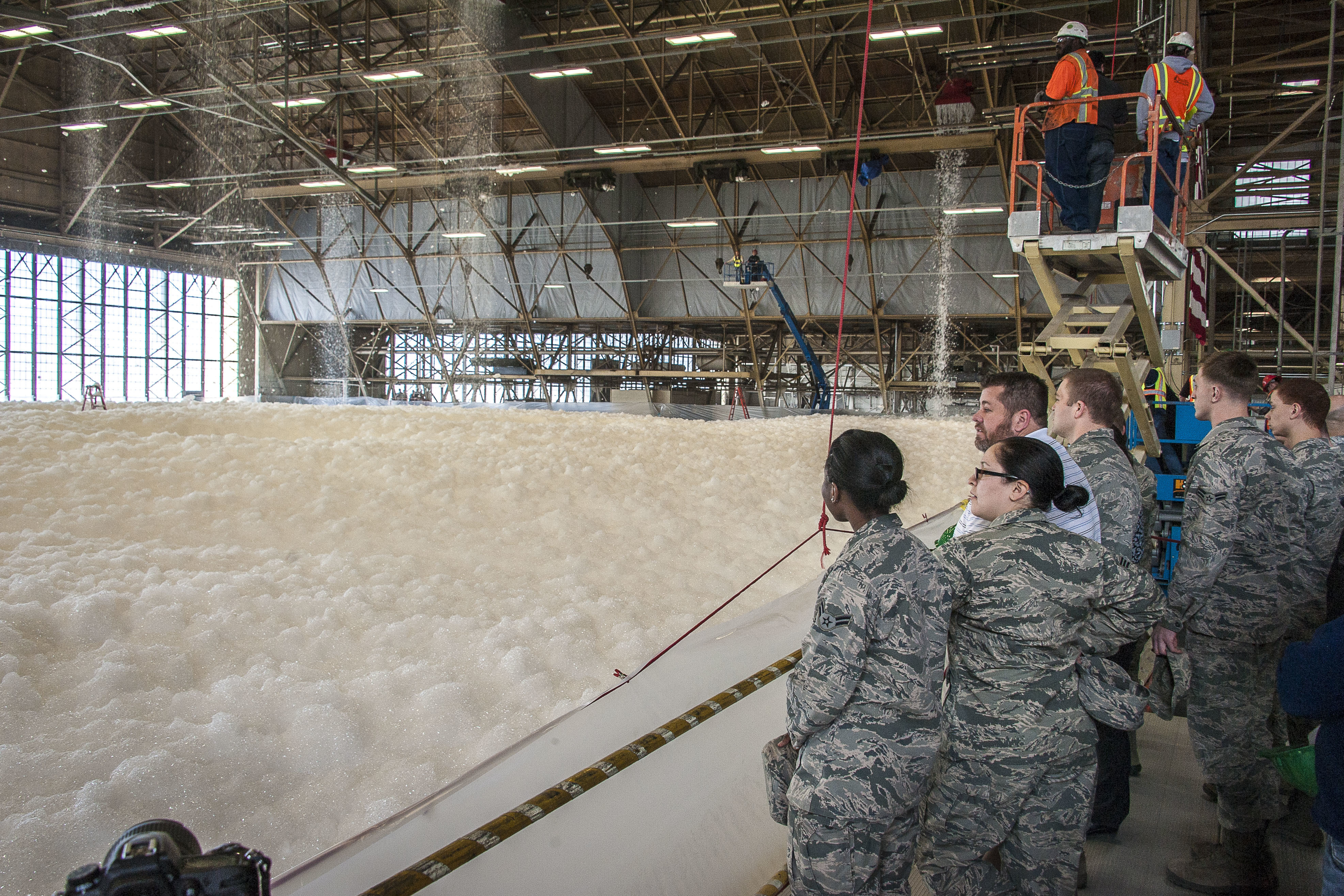
Hangar inundat d'escuma d'alta expansió en un prova

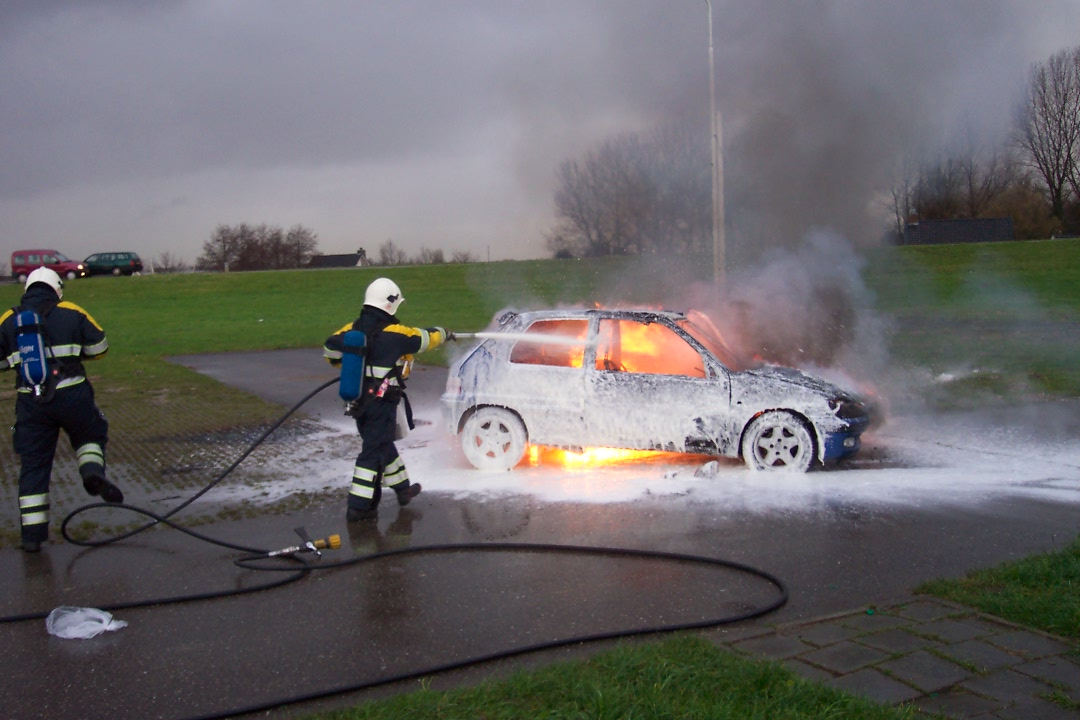
Vehicle extingit amb escuma AFFF

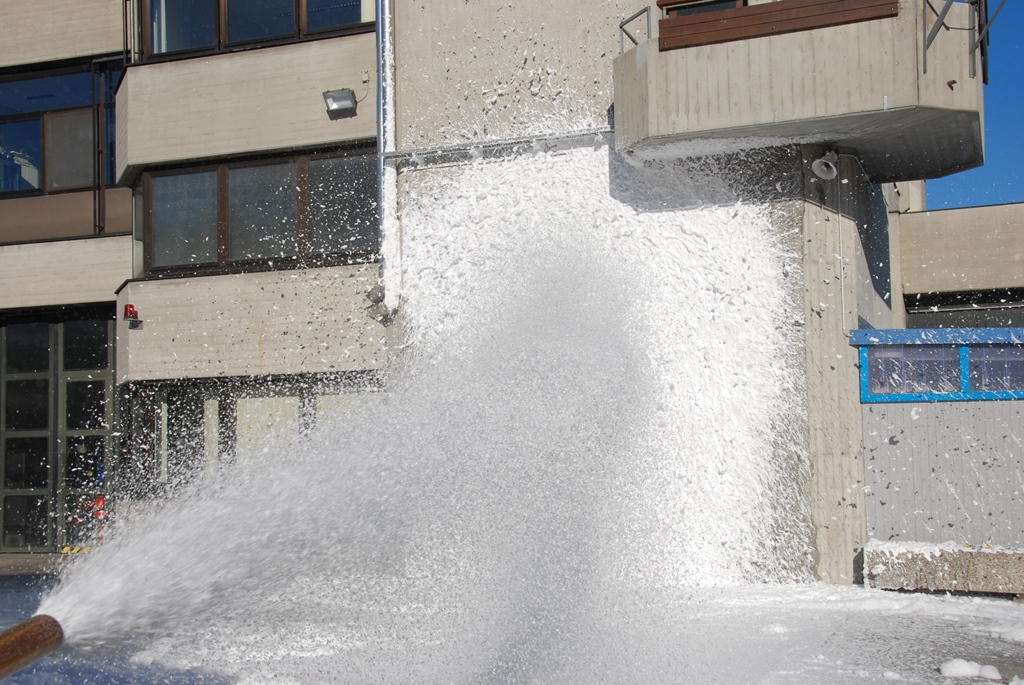
Prova d'escuma CAF

L'escuma contra incendis és una escuma específica per a l'extinció d'incendis. La seva funció és refredar i cobrir el combustible, evitant el seu contacte amb l'oxigen, donant lloc a la supressió de la combustió. És un agent extintor consistent en un agregat estable de petites bombolles de menor densitat que els combustibles líquids sobre els quals s'aplica, format per la mescla d'un escumant i d'aire, que té la propietat de cobrir i adherir-se a superfícies verticals i horitzontals i que, en fluir lliurement per una superfície incendiada, forma una capa resistent i contínua que l'aïlla de l'aire i que impossibilita la sortida de vapors volàtils combustibles a l'atmosfera.

## Ús
L'escuma contra incendis es pot utilitzar en extintors portàtils o mòbils, en instal·lacions d'extinció automàtiques o manuals, pels equips de bombers, i per les aeronaus d'extinció d'incendis forestals.

## Història
El 1877 l’anglès John Henry Johnson va desenvolupar un procés de producció d’escuma basat en una reacció química. Per això va rebre la patent britànica núm. 560 sobre un extintor. Es va afegir saponina a una solució aquosa. En aquesta solució, es va permetre que el sulfat d’alumini actués sobre l’hidrogenocarbonat de sodi. El diòxid de carboni produït durant la reacció va provocar l'escuma de la solució.
Per altra banda, l'enginyer químic rus A.G. Laurent va patentar el 25 de maig de 1904, un 'Mètode d'extinció d'un incendi' amb escuma a l'Oficina de Patents de Rússia.

## Tipus
Les escumes es poden classificar segons:
La forma de generar-se:
- Escuma química: Escuma obtinguda mitjançant la reacció d'una solució àcida sobre una solució alcalina que conté un producte emulsionat. Pels seus efectes corrosius ha deixat d'utilitzar-se. En lloc seu es fa servir l'escuma física.[1]
- Escuma física: Escuma obtinguda mitjançant la mescla d'aire i escumant (la mescla d'aigua i escumògen s'anomena escumant).[1]

El combustible per al que són aptes:
- Escumes classe A: Foc de classe A és el produït per la combustió de materials sòlids.[1] Aquestes escumes es van començar a utilitzar als anys 80 del segle XX per a l'extinció d'incendis forestals. A la dècada següent es van estendre per a focs estructurals. La seva eficàcia es basa en la refrigeració de l'aigua i en humectar l'aigua per reduir-ne la tensió superficial i fer-la més penetrant. Els escumògens sintètics de classe A tenen una baixa dosificació, entre el 0,1 i l'1 %.[9]
- Escumes classe B: Foc de classe B és el produït per la combustió de líquids o de sòlids liquables.[1] Poden ser escumes químiques (en desús), sintètiques (AFFF, FFF, ...) o proteíniques i fluoroproteíniques.[9]

El coeficient d'expansió (relació entre el volum final d'escuma i el volum d'escumant inicial):
- Escuma de baixa expansió: Escuma amb un coeficient d'expansió que oscil·la entre 2 i 20, que es projecta amb llances de gran abast i per capes primes. Té l'avantatge d'extingir per sufocació i refredament, de ser el mitjà més eficaç per a controlar i extingir els focs de classe B i de poder ser utilitzada en focs de classe A.[1]
- Escuma de mitjana expansió: Escuma amb un coeficient d'expansió que oscil·la entre 20 i 200, que s'utilitza especialment en recintes petits, interiors o exteriors i es projecta amb llances d'abast moderat. Té l'avantatge de prevenir incendis de líquids inflamables i d'arribar a llocs inaccessibles.[1]
- Escuma d'alta expansió: Escuma amb un coeficient d'expansió superior a 200, que s'utilitza especialment per a omplir grans espais tancats o de difícil accés. Té l'avantatge de poder-se aplicar en espais tancats, els quals han de disposar de la suficient ventilació per a l'evacuació del fum i els gasos calents desplaçats pel volum d'escuma. Per contra, no és recomanable d'utilitzar-la a l'exterior perquè, pel fet de tenir una densitat tan baixa, pot ser fàcilment arrossegada pel vent.[1]

El tipus d'escumògen:
- Escuma formadora de pel·lícula aquosa (AFFF, de l'anglès aqueous film forming foam): Escuma que extingeix un foc mitjançant la formació d'una capa fina protectora de líquid drenat o de gotes de solució escumant sobre la superfície d'un combustible, de manera que n'evita l'evaporació.[1]
- Escuma formadora de pel·lícula aquosa resistent a l'alcohol (AR-AFFF, de l'anglès alcohol resistant aqueous film forming foam): Escuma AFFF que extingeix incendis de líquids miscibles en aigua, con els alcohols, acetona i altres dissolvents polars.[10]
- Escumògen sense fluor FFF o F3 (de l'anglès fluorine free foam): escumògen sense fluor (ecològic), per a incendis de classe B, de dissolvents polars i de classe A.[11]

La forma d'injectar l'aire:
- Escuma CAF (de l'anglès compressed air foam system): Escuma formada per aire comprimit. En incorporar un alt percentatge d'aire, hi ha un baix consum d'escumògen, del 0,1 al 1%, un menor pes de les instal·lacions de mànegues, i augmenta la tensió superficial de l'escuma aconseguida, millorant la seva resistència al foc, l'adherència i la duració.[12]